# Summer Games II
Summer Games II — компьютерная игра в жанре спортивный симулятор, разработанная Epyx и выпущенная U.S. Gold. Игра основана на видах спорта, присутствующих в программе Летних олимпийских игр. Игра была выпущена в 1985 году для Commodore 64 и позже была портирована на платформы Apple II, IBM PC, Atari ST, MS-DOS, ZX Spectrum, Amstrad CPC и Amiga, а также перевыпущена на Virtual Console 27 июня 2008 года в Европе и 16 марта 2009 года в Северной Америке. Это продолжение популярной игры Summer Games, выпущенной Epyx в 1984 году.

## Игровой процесс
Игра представляла собой виртуальное спортивное многоборье, называвшееся «Epyx Games». У игры не было официальной лицензии Международного олимпийского комитета. Состязания могли происходить между 8 игроками, каждый из которых мог выбрать страну, которую он желал представлять, и которые затем по очереди состязались в различных видах спорта, пытаясь выиграть медаль. Установленные рекорды могли быть сохранены на игровой диск.

### Состязания
В игре присутствует 8 видов спорта:
- Тройной прыжок
- Прыжок в высоту
- Гребля
- Метание копья
- Конный
- Фехтование
- Каноэ
- Велоспорт

Игрок мог участвовать во всех состязаниях последовательно, выбрать одно или несколько из них, или практиковаться в определённом виде спорта. В этой версии также присутствуют церемонии открытия и закрытия. Некоторые версии игры также позволяют участвовать в соревнованиях из предыдущей игры Summer Games, но требуют для этого оригинальную дискету этой игры.

## Портированные версии
| Иноязычные издания                                  | Иноязычные издания                                                       |
| Издание                                             | Оценка                                                                   |
| --------------------------------------------------- | ------------------------------------------------------------------------ |
| IGN                                                 | 4,5/10 (Wii)                                                             |
| Zzap!64                                             | 97 %                                                                     |
| Commodore User                                      | 4 из 5 звёзд · 4 из 5 звёзд · 4 из 5 звёзд · 4 из 5 звёзд · 4 из 5 звёзд |
| Nintendo Life (Wii)                                 | [ 4 ]                                                                    |
| Награды                                             |                                                                          |
| Издание                                             | Награда                                                                  |
| Gold Medal (Zzap!64)                                |                                                                          |
| Runner up (Golden Joystick Awards Game of the Year) |                                                                          |

Авторами исходной версии для C64 (1985) были Scott Nelson, Jon Leupp, Chuck Sommerville, Kevin Norman, Michael Kosaka и Larry Clague. В том же году свет увидела версия для Apple II, созданная John Stouffer, Jeff Webb, Doug Matson, Greg Broniak, Tim Grost, Matt Decker, Vera Petrusha, Ken Evans, Pat Findling, Dr. Keith Dreyer и Chris Oesterling.
Годом позже была выпущена версия на загрузочной дискете для IBM PC (Phil Suematsu, Jeff Grigg, Don Hill & Jimmy Huey). Портирование на ZX Spectrum и Amstrad CPC выполнили Einstein и Steve Hawkes. Наконец, в 1992 году Adam Steele, Phillip Morris и Dave Lowe портировали игру на Atari ST и Amiga.
Версия для ZX Spectrum и Amstrad CPC вышла в составе сборника «Gold, Silver, Bronze» (1988), для DOS, Atari ST и Amiga — в составе сборника «Mega Sports» (1992).